# 健康都市連合
健康都市連合（けんこうとしれんごう、英: Alliance for Healthy Cities, AFHC）は、国際的な都市の連合体の組織であり、それぞれの都市の居住者の健康を守り、また生活の質の向上のために取り組む複数の都市のネットワークである。ネットワークとしてのつながりを広げ、他の都市の経験、知識や技術などを知り、国際的な協働を通して相互にその目的の達成を目指している。

## 概要
健康都市とは、1988年にトレバー・ハンコック（英: Trevor Hancock）とレオナルド・ダール（英: Leonard Duhl）によって次の様に定義された。
「健康を支える物的および社会的環境を創り、向上させ、そこに住む人々が相互に支えあいながら生活する機能を最大限活かすことのできるように、地域の資源をつねに発達させる都市である」
この様な定義に従い、また物的また社会的環境を創り、それを保護しかつ義務を持つ都市ならば健康都市への取り組みができ、都市の政治的責任と地域の団体などの参加によって健康都市連合への参加ができるとしている。

## 歴史

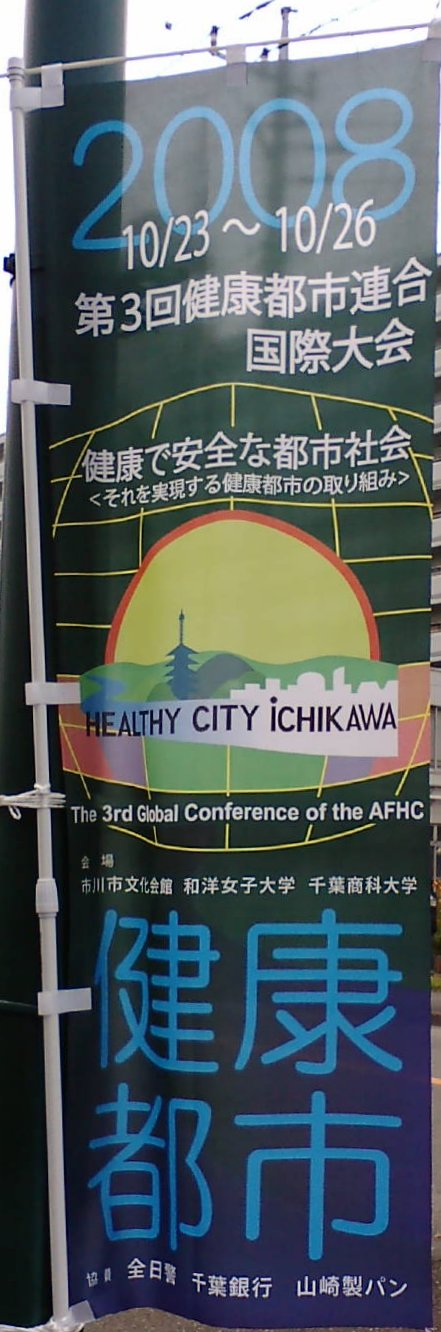
2008年10月第3回健康都市連合国際大会、市川市で開催の幟（のぼり）

1978年9月、世界保健機関（WHO）とユニセフ（国際連合児童基金）の合同会議によって「アルマ・アタ宣言」として「プライマリ・ヘルス・ケア」と呼ばれる「2000年までにすべての人に健康を」との目標が掲げられた。この宣言以来さまざまな議論が行われ、21世紀に期待される健康の促進のための最初の国際会議を1986年11月にカナダ連邦オタワで開催し文書化を図った。
さらに、1988年にオーストラリア連邦のアデレードで2回目、1991年にはスウェーデン王国のスンツヴァルにおいて3回目の会議を経て、アルマ・アタ宣言から20年、オタワの会議から11年後に第4回の国際会議が1997年7月にインドネシア共和国のジャカルタに於いて開催され迫り来る「21世紀に向けた指導的健康促進のジャカルタ宣言」を緊急に採択し新たな世紀の新たな活動主体による健康促進を謳った。

### 活動の経緯
- 2003年10月17日 - 世界保健機関（WHO）の西太平洋地域事務局の所在地フィリピン共和国のマニラで、健康都市の定義や1997年までの健康促進宣言に基づき健康都市化のプログラムを進める都市や各国のコーディネーター、NGO、学術団体、学会などが参加して「健康都市連合」が発足した。
- 2004年10月12-14日 - マレーシア連邦サラワク州クチン市において市長、知事、健康や都市計画の専門家、NGO団体、関連の学会、各国の政府関係者、公衆衛生・都市計画の専門家、学術団体、各国の組織の指導者などが「健康都市連合」の総会を開催。　前年のマニラでの発足を受け当大会は「健康都市連合憲章」を定めた[5]。
- 2006年10月28-30日 - 中華人民共和国蘇州市で「世界のグローバル・ヘルスにおける健康都市の役割」を主題とした第2回総会を開催。
- 2008年10月23日 - 26日 - 日本国千葉県市川市において第3回健康都市連合国際大会が開催され、WHO憲章の精神を尊重した「健康都市いちかわ」宣言が行われた[6]。
- 2010年 -第4回健康都市連合国際大会、大韓民国江南区 (ソウル特別市)

## 加盟都市一覧
| - City of Casey - Corio and Norlane Development Advisory Board - ゴールドコースト - Kiama Municipal Council - Logan City - City of Marion - City of Townsville - Illawarra - プノンペン - 中西区（香港） - 常熟市（江蘇省） - 淮安市（江蘇省） - 離島区（香港） - 九龍城区（香港） - 崑山市（江蘇省） - 葵青区（香港） - 観塘区（香港） - 羅湖区（広東省深圳市） - マカオ - 北区（香港） - 西貢区（香港） - 沙田区（香港） - 南区（香港） - 蘇州市（江蘇省） - 太倉市（江蘇省） - 大埔区（香港） - 南通市（江蘇省） - 荃湾区（香港） - 呉江市（江蘇省） - 油尖旺区（香港） - 張家港市（江蘇省） | - 安東市 - 牙山市 - 北区 (蔚山広域市) - 釜山広域市 - 釜山鎮区（釜山広域市） - 扶余郡（忠清南道） - 昌原市 - 春川市 - 道峰区（ソウル特別市） - 東区 (光州広域市) - 東海市 - 銅雀区（ソウル特別市） - 江東区 (ソウル特別市) - 江南区 (ソウル特別市) - 錦山郡（忠清南道） - 九老区（ソウル特別市） - 広津区（ソウル特別市） - 光明市 - 河東郡 (慶尚南道) - 華城市 - 長興郡（全羅南道） - 長水郡（全羅北道） - 堤川市 - 済州特別自治道 - 全州市 - 鎮川郡（忠清北道） - 晋州市 - 中区 (ソウル特別市) - 茂朱郡（全羅北道） - 南区（光州広域市） - 南海郡（慶尚南道） - 瑞草区（ソウル特別市） - 西大門区（ソウル特別市） - 西区 (光州広域市) - 城北区 (ソウル特別市) - 城東区 (ソウル特別市) - 瑞山市 - ソウル特別市 - 束草市 - 松坡区（ソウル特別市） - 始興市 - 順天市 - 太白市 - 義王市 - 莞島郡（全羅南道） - 原州市 - 楊口郡（江原特別自治道） - 楊平郡（京畿道） - 梁山市 - 永登浦区（ソウル特別市） - 燕岐郡（忠清南道） - 龍山区 (ソウル特別市) - クチン（サラワク州） - ウランバートル - カローカン - Dagupan City - Las Piñas City - マカティ - Marikina City - モンテンルパ - パシッグ - Parañaque City - サンフェルナンド - タガイタイ - Valencia City - フエ |